# Ravensdale
Ravensdale é uma Região censo-designada localizada no estado norte-americano de Washington, no Condado de King.

## Demografia
Segundo o censo norte-americano de 2000, a sua população era de 816 habitantes.

## Geografia
De acordo com o United States Census Bureau tem uma área de 13,3 km², dos quais 13,0 km² cobertos por terra e 0,3 km² cobertos por água.

## Localidades na vizinhança
O diagrama seguinte representa as localidades num raio de 12 km ao redor de Ravensdale.

## Personalidades nascidas aqui
- Brandi Carlile